# Leptastacus delamarei
Leptastacus delamarei är en kräftdjursart som beskrevs av Janine Rouch 1962. Leptastacus delamarei ingår i släktet Leptastacus och familjen Leptastacidae. Inga underarter finns listade i Catalogue of Life.